# Logoteta
Logoteta (en griego: λογοθέτης, logothétēs; latín: logotheta; búlgaro: логотет; italiano: logoteta; rumano: logofăt; serbio: логотет, logotet) fue un título administrativo originario de la zona oriental del Imperio romano. En el Imperio bizantino medio y tardío, llegó a convertirse en un título administrativo superior, equivalente a un ministro o secretario de Estado. El título se extendió a otros estados influenciados por la cultura bizantina, como Bulgaria, Sicilia, Serbia y los principados danubianos.

## Imperio bizantino

### Origen y desarrollo
En griego, logothetēs significa "el que registra, calcula o razona", literalmente "el que ajusta la palabra". El origen preciso del título es incierto; se ha encontrado en papiros y obras de los Padres de la Iglesia para describir a una serie de burócratas de bajo rango, que principalmente se encargaban de asuntos fiscales. Los ancestros de los logotetas del Imperio bizantino medio fueron los burócratas fiscales conocidos como rationales durante la Antigüedad tardía. El cargo se remonta por lo menos al reinado de Septimio Severo (193-211), donde está atestiguado un procurator a rationibus. En el Imperio romano tardío, los rationales eran burócratas que trabajaban en las prefecturas pretorianas, a cargo de la supervisión de la tesorería imperial y de los bienes inmuebles del emperador. El primer burócrata que recibió el título de logoteta fue Marino, futuro prefecto pretoriano y ministro jefe del emperador Anastasio I (491-518). En el siglo VI, durante el reinado del emperador Justiniano I (527-565), los logotetas incrementaron su importancia y poder, ya que eran nombrados a cargo de la recaudación de impuestos y enviados como agentes fiscales a las provincias o acompañaban a las expediciones militares. Se les permitía quedarse con la doceava parte del dinero recaudadado para la tesorería y algunos, como el notorio Alejando "Tijeras", amasaron grandes fortunas de esta manera.
La transformación más importante del cargo tuvo lugar a inicios del siglo VII: durante la dinastía Heracliana, la maquinaria administrativa del estado, heredada de la época de Diocleciano y Constantino I, fue reformada. Por lo cual las tres principales "oficinas" financieras del antiguo sistema, la Prefectura del pretorio, las Sagradas dádivas (sacrae largitiones) y las Propiedades privadas (res privata) fueron reemplazadas por pequeñas oficinas especializadas llamadas logothesia (logothesion en singular) o sekreta (sekreton en singular). Este proceso fue el resultado de las grandes pérdidas territoriales y la necesidad de racionalizar la recaudación de impuestos durante la última guerra bizantino-sasánida y la expansión musulmana, pero ya había sido presagiado por las reformas del emperador Justiniano I en el siglo VI, cuando la res privata, responsable de administrar los bienes inmuebles del emperador, fue dividida en cinco departamentos separados. A mediados del siglo VII, las sacrae largitiones también desaparecieron, mientras que sus diversas secciones, como las de la prefectura del pretorio, fueron separadas e instaladas como departamentos autónomos, algunos de los cuales estaban al mando de un logoteta. Estos eran supervisados por un sacelario (sakellarios), que era un "auditor general de finanzas", además del propio emperador.
La primera mención de un logoteta en un alto cargo fue el "más glorioso logoteta y patricio" Teodosio en el año 626, posiblemente a cargo del genikon o del stratiōtikon. Aunque la primera evidencia concreta de la existencia de muchos de los cargos siguientes se remonta a fechas más tardías, los principales departamentos, el genikon, el (e)idikon, el stratiōtikon y el dromos, ya estaban instalados a fines del siglo VII. La iglesia también tenía logotetas, que ayudaban al patriarca y a los arzobispos metropolitanos, mientras que el logothetēs tou praitoriou era un burócrata de alto rango de la Prefectura de Constantinopla.
Durante el reinado de Alejo I Comneno (1081-1118), se creó el cargo de logoteta secreto (logothetēs tōn sekretōn), que supervisaba todos los departamentos de la administración estatal, para finalmente evolucionar en el Gran logoteta (megas logothetēs) del Imperio bizantino tardío. Para el periodo Paleólogo, los diversos logotetas habían desaparecido o fueron transformados en meros títulos honoríficos.

### Logotetas
- El Logoteta postal (λογοθέτης τοῦ δρόμου), responsable de los cargos del Imperio, de la diplomacia y de la inteligencia, y también del servicio de postas o postal. En los siglos X y XI, su titular era a menudo el primer ministro del Imperio.[15][16]
- El Logoteta general (λογοθέτης τοῦ γενικοῦ, a menudo llamado simplemente ὁ γενικός, era responsable del «ministerio general de finanzas», de los ingresos y los impuestos.[17]
- El Logoteta del Ejército (λογοθέτης τοῦ στρατιωτικοῦ), era responsable de la paga y el aprovisionamiento del Ejército bizantino, aunque sus funciones exactas sean un poco oscuras.[18][19]
- El Logoteta de los rebaños (λογοθέτης τῶν ἀγελῶν), se ocupaba de las caballerizas estatales (mētata) del Asia Menor occidental que proporcionan caballos y mulas al ejército, así como a la oficina imperial de postas y correos.[20][21]
- El Encargado de asuntos especiales o simplemente el eidikos o «logoteta del eidikon», responsable de supervisar el tesoro imperial, las fábricas, los almacenes y los monopolios. Según algunos eruditos, era una evolución del comes rerum privatarum romano.[22]
- El Logoteta del pretorio o del tribunal (λογοθέτης τοῦ πραιτωρίου), era uno de los dos asistentes del eparca de la capital, y probablemente esté dotado de funciones judiciales y policiales.[1][23]
- El Logoteta de las aguas (λογοθέτης τῶν ὑδάτων), una función oscura quizás identificable con la del "Conde de las aguas", que sería responsable de los acueductos.[24]
- El Logoteta doméstico o de la casa (λογοθέτης τῶν οἰκιακῶν) era el encargado del tesoro privado del emperador y responsable de lo perteneciente al palacio, una clase de funcionarios palaciegos que ejercía una serie de funciones financieras y judiciales.[25]
- El Gran logoteta (μέγας λογοθέτης), creado bajo el nombre de "logoteta secreto" por Alejo I Comneno para supervisar y coordinar a los otros departamentos.[1]

## Uso del título fuera del Imperio bizantino

### Serbia
El título logotet (логотет) fue empleado en Serbia desde el reinado de Esteban Uroš II Milutin (1282-1321). Entre los logotetas serbios figuran Rajko, Juanicio II, Pribac Hrebeljanović, Gojko Mrnjavčević, Vojihna de Drama, Pacomio y Esteban Ratković.  

### Sicilia
El emperador del Sacro Imperio Romano Germánico Otón III, hijo de la princesa bizantina Teófano Skleraina, otorgó este título a su canciller, León de Vercelli (999-1026). Al final, solo se estableció firmemente en Sicilia, donde el logoteta ocupaba el cargo de canciller y este era igual, si no superior al del Magnus Cancellarius. Por lo tanto, el título fue empleado por Pietro della Vigna, el poderoso ministro de Federico II Hohenstaufen (1220-1250), rey de Sicilia. 

### Principados rumanos

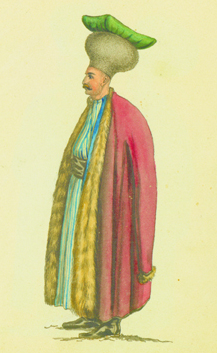
Logoteta valaco, acuarela de 1827.

El título también fue prestado por la administración interna de los principados medievales rumanos de Moldavia y Valaquia. En Moldavia, el Gran logoteta (marele logofăt) era el primer ministro del príncipe y jefe de la cancillería, mientras que en Valaquia, era el segundo miembro más importante del consejo del príncipe, después del ban.
Diversos burócratas también eran llamados logotetas:
- Logoteta segundo (logofăt al doilea), asistente del Gran logoteta.
- Logoteta tercero (logofăt al treilea), secretario del Gran logoteta.
- Logoteta de la tesorería (logofăt de vistierie).
- Logoteta de la despensa (logofăt de cămară).
- Logoteta de ceremonias (logofăt de obiceiuri)
- Logoteta de los secretos (logofăt de taină) o Logoteta señorial (Logofăt domnesc), secretario particular del príncipe.

### Sigloxx
Theodore Roosevelt, expresidente de los Estados Unidos, acusó al entonces presidente Woodrow Wilson de ser un "logoteta bizantino". El epíteto insinuaba que, al igual que los burocráticos logotetas bizantinos, Wilson esgrimía pretextos para que Estados Unidos no entre en la Primera Guerra Mundial.